# Raum el Viejo
Raum el Viejo (nórdico antiguo: Raumr inn gamli, c. 370) también Raum Norsson fue un legendario caudillo vikingo, rey de Ringerike que se menciona en textos antiguos y sagas nórdicas Hversu Noregr byggdist y Þorsteins saga Víkingssonar. Las sagas mencionan que era feo, como también lo era su hija, Bryngerd. De hecho, en nórdico antiguo raumr significa «una persona grande y fea».
En Heversu Noregr byggdist, Raum es el mayor de los tres hijos de Nór, el legendario primer rey de Noruega (quien dio nombre al reino), y sucedió a su padre como monarca y en consecuencia antecesor de futuros caudillos de los reinos vikingos de Noruega.

## Herencia
Raum casó con Hildur Gudraudsdatter (n. 371), hija de Gudröd el Viejo (Guðrǫðr inn gamli), hijo del rey Sölvi el Viejo (Sǫlvi) el primer monarca del reino de Solør (Sóleyjar). Con Hild tuvo cuatro hijos legítimos: Gudröd (Gudraud, n. 400), Hauk o Höd (Haukr o Hǫðr, n. 402), Hadding (Haddingr, n. 405) y Hring (Hringr, n. 406), este último padre de Halfdan el Viejo. 
Otras fuentes le imputan la paternidad de tres hijos más: Finnalf (n. 392), Godbrand (n. 395) y Jotunbjörn (n. 404).